# Vòng loại Giải vô địch bóng đá nữ thế giới 2015 (Play-off CONCACAF-CONMEBOL)
Loạt trận play-off liên lục địa của Vòng loại Giải vô địch bóng đá nữ thế giới 2015 xác định suất cuối cùng tham dự Giải vô địch bóng đá nữ thế giới 2015 tại Canada. Hai đội tuyển tham gia gồm đội hạng tư vòng loại khu vực CONCACAF (Bắc, Trung Mỹ và Caribe) và đội hạng ba khu vực CONMEBOL (Nam Mỹ).

## Các đội tuyển tham gia
| Liên đoàn khu vực | Vị trí tại vòng loại                          | Đội tuyển          |
| ----------------- | --------------------------------------------- | ------------------ |
| CONCACAF          | Hạng tư Giải vô địch bóng đá nữ CONCACAF 2014 | Trinidad và Tobago |
| CONMEBOL          | Hạng ba Giải vô địch bóng đá nữ Nam Mỹ 2014   | Ecuador            |

## Các lượt trận
Lễ bốc thăm xếp lịch thi đấu diễn ra tại Zürich vào ngày 22 tháng 7 năm 2014. Ecuador tổ chức trận lượt đi ngày 8 tháng 11 năm 2014, còn Trinidad và Tobago là chủ nhà của trận lượt về vào ngày 2 tháng 12 năm 2014.
| Đội 1   | TTS | Đội 2              | Lượt đi | Lượt về |
| ------- | --- | ------------------ | ------- | ------- |
| Ecuador | 1–0 | Trinidad và Tobago | 0–0     | 1–0     |

### Kết quả chi tiết
| Ecuador | 0–0                                     | Trinidad và Tobago |
| ------- | --------------------------------------- | ------------------ |
|         | Chi tiết (CONCACAF) Chi tiết (CONMEBOL) |                    |

| Trinidad và Tobago | 0–1                                     | Ecuador         |
| ------------------ | --------------------------------------- | --------------- |
|                    | Chi tiết (CONCACAF) Chi tiết (CONMEBOL) | Quinteros 90+1' |

Ecuador thắng với tổng tỉ số 1–0 và giành vé tới vòng chung kết World Cup 2015.